# Jimmy Wales
Jimmy Donal "Jimbo" Wales, född 7 augusti 1966 i Huntsville, Alabama, är en amerikansk-brittisk internetentreprenör, mest känd som medgrundare av och talesman för det användargenererade uppslagsverket Wikipedia., och det vinstdrivande webbhotellet Wikia, som senare döptes om till Fandom.
Wales är medlem i styrelsen för Wikimedia Foundation, den allmännyttiga stiftelse som han hjälpte till att etablera för att driva Wikipedia. För sin roll i skapandet av Wikipedia, som har blivit världens största uppslagsverk, utnämnde Time honom till en av "De 100 mest inflytelserika människorna i världen" 2006.
Wales är anhängare av Ayn Rands filosofi objektivismen.

## Biografi

### Uppväxt
Jimmy Wales far var föreståndare för en livsmedelsbutik. Hans mor Doris och hans mormor Erma drev en mindre privatskola där Wales själv påbörjade sin skolgång. Han gick i familjens skola i åtta år. Skolan var mycket liten och det var sällan mer än fyra personer i hans årskurs. Som vuxen har Wales som fritidsintresse att segla och allt som rör friluftsliv i allmänhet. 

### Utbildning
Wales studerade vid Auburn University och University of Alabama. Han var därefter doktorand i finansiell ekonomi vid University of Alabama och Indiana University samt har även undervisat vid båda universiteten; däremot har han inte disputerat. Som termins- och optionsmäklare i Chicago gjorde han sig ekonomiskt oberoende.

### Karriär
Wales flyttade till San Diego 1998. Där grundade han och två partners webbportalen Bomis, inriktad mot underhållning och vuxeninnehåll. Den tillhandahöll den initiala finansieringen för den fria referentgranskade encyklopedin, Nupedia (2000–2003). I mars 2000 anställdes Larry Sanger som redaktör för Nupedia. Då arbetet inte framskred tillräckligt fort, uppstod tanken på att ta wiki-teknik i bruk. Den 15 januari 2001 lanserade Wales Wikipedia - en fri encyklopedi med öppet innehåll som  fick en snabb tillväxt och stor popularitet, tillsammans med Larry Sanger och andra. 
Allteftersom Wikipedias offentliga profil växte blev Wales dess promotor och talesman. Även om han historiskt anses som medgrundare, har han bestridit detta och förklarat sig som ensam grundare. I februari 2002 sade Sanger upp sig både från Nupedia och Wikipedia, eftersom inte Wales längre ville betala honom för hans arbete, när IT-bubblan hade spruckit.
Eftersom Wales hade blivit desillusionerad över bostadsmarknaden i San Diego flyttade han 2002 till Saint Petersburg i Florida. Där var Wales bosatt tillsammans med dåvarande hustrun Christine och dottern Kira. Ansvaret för Wikipedia flyttades över till Wikimedia Foundation, Inc., inregistrerat i Saint Petersburg, Florida. Wales är inte längre VD för Bomis.
2004 startade Wales tillsammans med Angela Beesley företaget Wikia. Wikia är reklamfinansierat och bedriver webhosting för olika specialiserade wikier.

## Privatliv
Jimmy Wales har varit gift tre gånger. Vid 20 års ålder gifte han sig med Pamela Green, en medarbetare i en livsmedelsbutik i Alabama. De skilde sig 1993. Han träffade sin andra fru, Christine Rohan, genom en vän i Chicago medan hon arbetade som stålhandlare för Mitsubishi. Paret gifte sig i Monroe County, Florida i mars 1997, och  fick en dotter innan de separerade 2008.
Wales hade ett kort förhållande med den kanadensiska konservativa kolumnisten Rachel Marsden 2008. Förhållandet började sedan Marsden hade kontaktat Wales angående hennes Wikipedia-biografi. Efter anklagelser om att Wales förhållande utgjorde en intressekonflikt, uppgav han att det hade funnits ett förhållande, men att det var över och han sade att det inte hade påverkat några frågor på Wikipedia, ett uttalande som inte Marsden ville hålla med om.
Wales gifte sig med Kate Garvey vid Wesleys kapell i London den 6 oktober 2012. Hon har varit Tony Blairs dagboksekreterare. Wales träffade henne i Davos i Schweiz. Wales har tre döttrar: en med Rohan och två med Garvey.
Wales är ateist. I en intervju med webbportalen Big Think sade han att hans personliga filosofi är förankrad i förnuftet och att han är en fullständig icke-troende.
Sedan 2012 har han bott i London, England. Han blev brittisk medborgare 2019.
I en intervju med Esquire i oktober 2020 sade Wales att han är en "passionerad kock".

## Publicerad vetenskaplig artikel
- Robert Brooks, Jon Corson & Jimmy Wales (under namnet J. Donal Wales) The Pricing of Index Options When the Underlying Assets All Follow a Lognormal Diffusion, artikel i Advances in Futures and Options Research, volume 7, 1994.